# 97 Cloto
Cloto (asteroide 97) é um asteroide da cintura principal com um diâmetro de 82,83 quilómetros, a 1,98260923 UA. Possui uma excentricidade de 0,25700227 e um período orbital de 1 592,08 dias (4,36 anos).
Cloto tem uma velocidade orbital média de 18,23341126 km/s e uma inclinação de 11,7830738º.
Este asteroide foi descoberto em 17 de fevereiro de 1868 por Ernst Tempel. Foi nomeada em homenagem à moira Cloto.